# Pfalzerskoven-Nord Vogeserne Biosfærereservat
Det fransk -tyske Pfalzerskoven-Nord Vogeserne Biosfærereservatet ( tysk: Biosphärenreservat Pfälzerwald-Nordvogesen, fransk: Réserve de biosphère transfrontalière des Vosges du Nord-Forêt palatine) blev oprettet i 1998 som det første grænseoverskridende UNESCO-biosfærereservat i Europa. Den tyske del blev det 12. af 16 biosfærereservater i Tyskland  og den franske det 6. af 14 i Frankrig.
Biosfærereservatet er en sammensmeltning af den ældre Naturpark Pfälzerwald i Tyskland og den regionale naturpark Nordvogeserne i Frankrig, der dækker et samlet areal på 3.018 km² med henholdsvis 1.809,7 km² i Tyskland og 1.208,3 km² i Frankrig.

## Geografi
Biosfærereservatet ligger i Pfälzerwald og i Nordvogeserne på grænsen mellem den sydvestlige tyske delstat Rheinland-Pfalz og den nordøstfranske region Grand Est.

## Galleri
- Biospherehus i Fischbach nær Dahn
- Platforme på  Baumwipfelstien
- Udsigt fra  Baumwipfelstien
- Dalen Fischbach
- Søen Helmbachweiher